# 肌色。
「肌色。」（はだいろ。）は、ROUAGEのメジャー13枚目のシングル。2000年7月26日発売。キティMME（現：ユニバーサルシグマ）よりリリース。

## 解説
- ROUAGEとしては最後のシングル。
- リリース後解散したためアルバムには未収録。また、ベストアルバムにも収録されていない。
- 日本テレビ「ぐるぐるナインティナイン」エンディングテーマ。

## 収録曲
1. 肌色。
  - 作詞:KAZUSHI/作曲:RAYZI/編曲:ROUAGE,AKIRA NISHIHIRA
2. ながれ、ぼし
  - 作詞:KAZUSHI/作曲:RIKA/編曲:ROUAGE,AKIRA NISHIHIRA
3. 自称、イラナイコドモ
  - 作詞:KAZUSHI/作曲:RIKA/編曲:YASUAKI"V"SHINDOH